# Orthocarpus purpureoalbus
Orthocarpus purpureoalbus är en snyltrotsväxtart som beskrevs av S. Wats.. Orthocarpus purpureoalbus ingår i släktet Orthocarpus och familjen snyltrotsväxter. Inga underarter finns listade i Catalogue of Life.